# Cá leo
Cá leo (danh pháp hai phần: Wallago attu) là một loài cá da trơn trong họ Cá nheo (Siluridae). Người ta có thể thấy loài cá này trong các sông và hồ lớn. Nó có thể dài tới 2,4 m (8 ft) (tổng chiều dài). Loài cá ở miền nam châu Á này có thể tìm thấy trong khu vực từ Pakistan tới Việt Nam và Indonesia, cũng như được thông báo là có tại Afghanistan. Tại Malaysia, cá leo được gọi là "Ikan Tapah", và tên gọi này là nguồn gốc của tên gọi cho một thị xã tại Malaysia là Tapah.
Loài cá này đã được sử dụng làm thực phẩm tại châu Á kể từ thời kỳ cổ đại.
Môi trường sinh sống: tầng đáy các sông. Hồ nước ngọt hay nước lợ trong khu vực nhiệt đới với nhiệt độ thích hợp là 22 – 25 °C; thuộc dải từ 38° vĩ bắc tới 10° vĩ nam.
Khả năng phục hồi quần thể khá cao, có thể nhân đôi trong khoảng thời gian ít hơn 15 tháng.

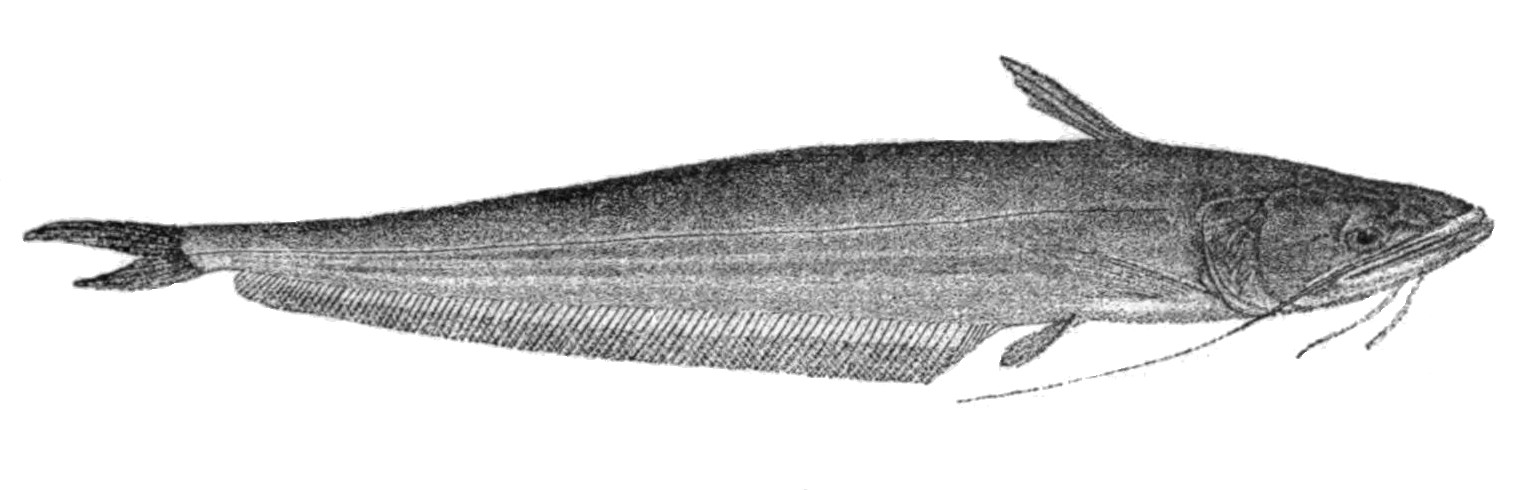

Loài cá da trơn to lớn, phàm ăn, ăn thịt này sinh sống trong các khu vực với bờ cỏ, chủ yếu ẩn nấp trong các hang hốc dọc bờ sông hay kênh. Gắn liền với các vùng nước sâu và chảy chậm có lớp bùn đáy. Chúng là loài cá chậm chạp và kiếm ăn tại tầng bùn đáy. Cá non chủ yếu ăn côn trùng; còn cá trưởng thành ăn cá nhỏ, động vật giáp xác và động vật thân mềm. Đây là loài cá đẻ trứng và đẻ vào khoảng thời gian mùa hè trước gió mùa. Trong lưu vực sông Mê Kông, chúng còn di cư vào các sông suối nhỏ và vùng ngập lụt.

## Hình ảnh

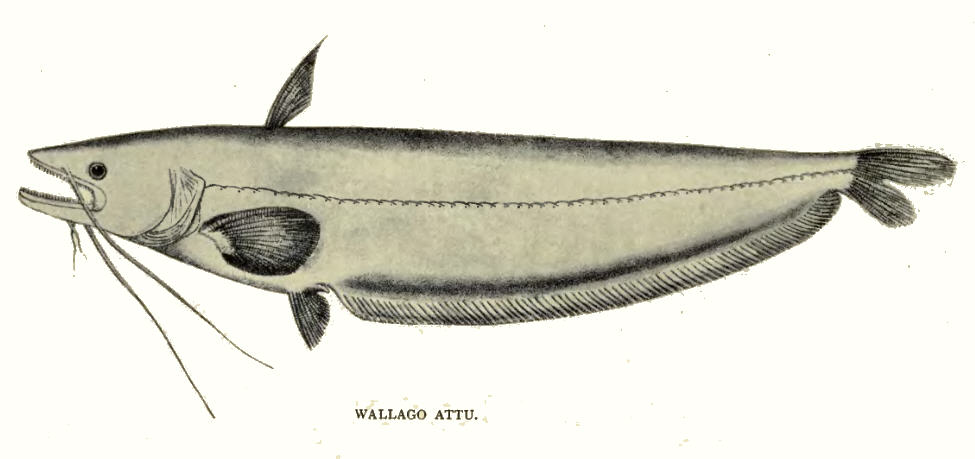
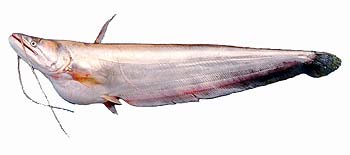